# GUILTY GEAR 2 OVERTURE
『GUILTY GEAR 2 OVERTURE』（ギルティギアツー オーヴァチュア）はアークシステムワークスから発売された3Dアクションゲーム。2007年11月29日にXbox 360で発売され、2008年10月7日には北米版が発売、2010年3月9日にはゲームオンデマンドで配信された（日本版）。ジャンル名はメーレーアクション（Melee Action）、北米版はハイスピードアクション&ストラテジーとなっている。北米版は日本国内版+Title Update #3+αの内容となっており、音声は日本語と英語が選べるようになっているが、リージョンコードの問題で日本版の本体では動作しない。
2016年4月1日からSteamでWindows版が配信されている。

## 概要
GUILTY GEARシリーズ2作目を冠したシリーズ正規続編タイトルであり、『GUILTY GEAR』以来9年ぶりとなる。物語は同作から6年後の世界に推移し、停滞気味だった以前のシリーズから大きな展開と進行を見せている。なお、数年後を描いたGUILTY GEAR Xrd -SIGN-に始まるXrdシリーズの登場以前は、2014年当時『GG』および本作を除き全て外伝であった。
グラフィックは3Dとなり、ジャンルも今までの対戦型格闘ゲームから独自のジャンルである「メーレーアクション」となった。ジャンルの変化はあるが、対戦ゲームの構築という点では格闘ゲームとしての以前のシリーズと共通している。具体的にはRTSの様な戦略性（サーヴァントの配置や進行、拠点確保）を内包し、一部RTSタイトルで登場したヒーローユニットを自分で操作（プレイヤーキャラクター）して戦術的にも有利にする、後のマルチプレイヤーオンラインバトルアリーナ（MOBA）を複合した様なものとなっている。
ストーリーにあたるキャンペーンモードやオフライン対戦では従来通りの2人対戦になるが、オンライン対戦では最大4人同時対戦が可能。全て敵として戦うバトルロイヤル形式や、チームを組んで戦うタッグマッチ（チーム側のマスターゴーストのいずれかが破壊されると敗北）で遊ぶことができる。

### メーレーアクション
本作では、「メーレーアクション（Melee Action）」という独自ジャンルの定義づけがなされている。「メーレー」とは乱闘、混戦を意味する“melee”と、『命令』をもじった名前である。アクションゲームとしてのシステムデザインは『デビルメイクライ』や『真・三國無双』などの3Dアクションゲームと似ているが、ゲーム性はそれらとは大きく異なる。
製作リーダーを務めたゼネラルディレクター・石渡太輔は、本作の開発における出発点について「日本では馴染みの少ないリアルタイムストラテジー（RTS）での対戦に感銘を受け、この楽しさをもっと広めたいと思った」と話している。ここから、対戦型格闘ゲーム『GUILTY GEAR』シリーズの製作による対戦ゲームのノウハウがあったことや、マウス・キーボードとパッドコントローラの操作系の違いから同ジャンルは家庭用ゲーム機では受け入れられにくいことなどを踏まえ、対戦アクションゲームとRTSを融合させることでアクションゲームにRTSの楽しさを取り込ませるという方向性が取られた。
こうした開発経緯を持つ本作は、3Dアクションゲームというジャンル付けをなされながら、あくまでシステムの土台・本分はRTS部分にあり、むしろ「アクションゲーム寄りのRTS」という例えが相応しいとされるほど強くRTSの性格を帯びている。具体的には、プレイヤーキャラクターを上手く動かし敵を倒すことも重要だが、最終的には「兵士を生産し、拠点を制圧し、リソースを確保する」というRTSの要素が必要になるという構成が取られている。
また、RTSというジャンルが持つ難解さに加えて、同ジャンルの要素を強調するためのアクションでの爽快感を削ぐゲームバランス調整や、かつての対戦型格闘ゲームであったシリーズ作品と同じく、自由度は高いが難解なキャラクター操作システムが採用されているなど、アクションゲームに必要な反射神経とRTSに必要な戦術性が要求される、プレイヤーを選ぶ「とっつきにくさ」を感じさせるものとなっている。
一方で、導入されたシステムの数々は一貫して高いゲーム性とそれに裏打ちされた対戦の楽しさをもたらすために作られたものであり、このような「対戦ゲーム」としてのアプローチの徹底は、本作が筋金入りの「対戦ツール」として製作された作品であることを色濃く表しており、製作者側からも解説付きの上級者の対戦動画をインターネットを通じて公開したり、メーカー公式大会を開催するなどの試みが行われている。

## ゲームシステム

### ゲームの目的
対戦アクションゲームである本作では、プレイヤーの本拠地にあたるマスターゴーストが存在し、敵のマスターゴーストを破壊することがお互い共通な勝利条件となっており、両プレイヤーはこの目的を目指し、プレイヤーキャラである「マスター」、マスターごとに対応した召喚ユニット「サーヴァント」、その他スキルやアイテムなどを駆使して、各地に点在している拠点ゴーストを支配しつつ、戦略を展開していく（ただし、キャンペーンモードやミッションモードなど一人用の場合は異なる場合がある）。
マスターゴースト（MG）
各プレイヤーの本拠地となる施設。直接攻撃を受けるか、マスターの体力が0になる（クリティカルダウン）ことでマスターゴーストの体力が減少する（初回で10%。ダウン回数で減少量増大）。マスターゴーストにはバリアが張られており、これを破壊しなければダメージを与えることができない。バリアは一定時間攻撃を受けなければ回復するため一度に破壊しなければならず、さらにマスターはこのバリアを破壊する能力においてはかなり低い。また、クリティカルダウンした場合もバリアが大きく削られる他、全ラウンド終了時の判定ポイントでも不利になる。
マスターゴーストにマスターやサーヴァントが接近した際、自陣のものならマスターやサーヴァントに有利補正、敵陣であればマスターの防御力が半減する。
よって、マスター単身で相手を出し抜いてマスターゴーストに到達したとしても、無策のままではマスターゴーストを破壊できる可能性は低い。あらかじめサーヴァントをパーソナルスロットに格納して輸送するなりの準備が必要となる。
相手マスターゴーストの体力が0になった後、自陣のマスターがとどめを仕掛けることで勝利。また直接止めを仕掛けなくとも、相手のクリティカルダウンによりマスターゴーストの体力を0以下にさせた場合も勝利となる。
ゴースト
入り組んだマップ上の各地に点在している拠点。陣営のマスターやサーヴァントが一定値まで攻撃することで支配権を得ることができ、支配しているプレイヤーに対して定期的に供給されるマナ（サーヴァントの召喚やスキル・アイテムの購入に使用するリソース）の量が増えていく。
さらに、自分のマスターゴーストのバリアの強度（上限値）はゴーストの支配数に比例する（＝自陣側が多いほど強固になる他、敵側のゴーストの支配が少ないほど敵のマスターゴーストが脆くなる）ため、支配数が多ければ多いほど有利に戦略を展開することが出来る。
支配したゴーストの付近に味方がいる場合、一定時間有利補正が付き防衛において少し有利になる。
キャプチャー
支配したゴーストから一定間隔で生産される自動侵攻ユニット。相手のマスターゴーストを目指しつつ付近のゴーストの支配に向かい、なにも干渉されなければさらに他のゴーストを占拠していく。また、その途中で接触した味方サーヴァントやマスターの体力の回復する。相手サーヴァントがいる場合は体当たりによる自滅攻撃を行い、相手のキャプチャーにぶつかると相殺、相手マスターからの攻撃やブラストドライブで接触されると消滅する(同時に相手マスターのテンションゲージが上昇する)。
ゴーストやマスターゴーストのバリアに対しては半分程度削るという高い攻撃力を持つ。また、ルートが枝分かれしている箇所のゴーストからはそのルート分だけまとめてキャプチャーを生産する（三又状のルートであれば一度に3体生産される）。
アイテムによりマスター付近のキャプチャーの耐久力強化や、自陣マスターゴーストに防衛用特殊キャプチャーの召喚が可能。
以上から、「ゴーストを支配することでサーヴァント・スキル・アイテムなどの戦力を充実させながら支配領域を増やし、優勢になったらサーヴァントと共にマスターゴーストに攻撃を仕掛ける」のが基本的な戦略となる。
またラウンドと言う形で各試合ごとに制限時間が存在し、制限時間に達するとラウンド終了となり、ゴーストの支配状況や残存マナはそのままで維持する一方、マスターやサーヴァントの配置がリセットされて、次のラウンドからの再スタートとなる。そのため、サーヴァントによる一方的に場を支配される状況が一時的に解消され、劣勢側がゴーストの支配を改めて奪還することで逆転を狙えるようになっている。全ラウンドが終了してもマスターゴーストを破壊できなかった場合は、ラウンド中に得られるポイント数の合計で勝敗を決することになる。
ちなみに、サーヴァントを一切召喚せずにマスター同士がタイマン勝負したり、はたまたブラストドライブを使用した擬似レースゲームのような遊び方も存在するが、もちろん主な遊び方ではない。

### サーヴァント
サーヴァントとは、マスターが従えている手下のようなキャラクター。サーヴァントの出自についてはそれぞれ設定は異なっているが、マスターの特徴を反映させたキャラクターであることは共通している。
本ゲームにおいて最も重要なポジションに位置するのがこのサーヴァントである。複数召喚できる上に支配能力も高いことからゴーストの支配には欠かせず、複数集まれば戦闘力はマスターをも凌駕する。ゴーストの支配を巡り、サーヴァント同士さらにはマスターをも交えた乱戦が各所で繰り広げられるのが本作の特徴である。さらに、上級のサーヴァントになればアクションゲームのボスキャラクターに匹敵する巨大さと戦闘力を持つものもある。
また、サーヴァントごとにレベルが設定されており、レベルが上がるごとに攻撃力と防御力（被ダメージ軽減）が強化されていく。最大3レベル。よって、サーヴァントを使いつぶさなければ強化された多くのサーヴァントを布陣することができる。
マスターは6 - 8体のサーヴァントを所持し、それぞれが独自の性能や特殊能力を持っている。最初から召喚できるサーヴァントはごく一部で、マナを使用することで追加して使いたいサーヴァントから順次解放していく必要がある。同じ上級サーヴァントを同時に2体以上召喚することはできない。また、場に展開している下級・上級サーヴァントの数や維持コストに比例して、マナ獲得時に低減補正が働くため、不必要なサーヴァントはパーソナルスロットに格納するなどして管理する必要がある。
また、サーヴァントは必ずいずれかの属性に属しており、属性は以下の5種類が存在する。
- ○「近接」 - スタンダードなタイプ。全キャラクターでこの属性のサーヴァントが最初から契約されている。
- △「機動」 - 移動能力が高い。攻撃力・防御力はともに低め。召喚コストはやや高い。
- □「装甲」 - 機動タイプとは逆に、攻撃力・防御力ともに高いが移動能力は低め。召喚コストは高い。
- ↑「射撃」 - 遠距離攻撃を得意とするが、防御力は低い。召喚コストは低い。
- ☆「法力」 - 戦闘能力は低いが、味方のパワーアップなどの特殊な能力を持つものが多い。召喚コストは低い。

属性間には相性が存在し、「○は△に強く、△は□に強く、□は○に強い」「↑は☆に強く、☆は□に強く、□は↑に強い」という2つの三すくみと「↑は○に強い」「△は☆に強い」という関係で構成されている（これ以外にも明示されていない強弱関係は存在する）。進軍している敵サーヴァントの属性を予測・発見して判明した後は考慮しながらサーヴァントを派遣・契約していくのが重要となる。
対マスターにおいては属性による補正を無視した上で、射撃属性は与えるダメージ倍率が倍化、それ以外の属性でもダメージ倍率が若干増加する。マスターの場合は全属性等しく倍率2倍となるが、防御状態のサーヴァントに対してはレベルに応じて1倍以下になる。
なお、マスターおよびサーヴァントのスキルで召喚される時間限定のミニオンも一種のサーヴァントとなっている。
ちなみに、このシステムの土台は後年の『GGXrdR』にてジャック＝オーの必殺技として引き継がれた。

### マスター
実際のプレイでは、プレイヤーはマスターを操作し、移動や戦闘、オルガンとよばれる画面を使用した戦術・戦略が行える。マスターにはサーヴァントと同じく体力と、マスター独自のテンションゲージが存在する。テンションゲージは必殺技やスキル・アイテムの使用などの、マスター固有のアクションを使用することで減少する。逆にマスター自身の攻撃や被ダメージ、サーヴァントやキャプチャーの撃破、ゴースト付近での自動回復（マスターの待機状態で特大化）によって回復する。
マスターがクリティカルダウンを奪われると、マスターゴーストへダメージを受けていき、ダウンが回数を増すごとにダメージも増大していく（4回目でマスターゴーストが破壊される）。よって、例えマスターゴーストがあまり直接攻撃を受けていなくても、相手のマスターのクリティカルダウンで削ることで勝利することもでき、マスターゴーストと同時にマスターを狙うという戦略も効果的である。
マスターで可能な操作は以下の通り。
オルガン操作
ゲーム中、常にオルガンと呼ばれる画面を表示させることができる。詳細なマップとメニューが表示され、この画面からは以下の操作が可能になる。
サーヴァントの契約・召喚・命令
マナを消費して、サーヴァントをマスターゴーストの近くに召喚させる。サーヴァントを召喚するには、契約していない場合はまずマナを支払って契約し、一定時間が経って契約が成立した後に召喚が可能となり、召喚時も、すぐにではなく、一定時間経ってから出現する。
召喚するサーヴァントへは前もって進行ルートを指示することができ、召喚後も進行ルートを変えたり、オルガンを開かずとも簡易命令を出すことができる。また、オルガン経由でサーヴァントの移動先を他のサーヴァントに指定することでグループを形成でき、一括操作が可能。
スキル・アイテムの購入
ゲーム中に使用できるスキルやアイテムを、マナを消費して購入できる。格納できるパーソナルスロットは最大6個まで。
スキルはキャラクター固有の能力で、テンションゲージを消費して使用する。何回でも使用でき、効果はキャラクターごとに様々。また、スキルの中には、すぐに召喚できるが戦闘専用で活動可能時間も短めな即席サーヴァントであるミニオンを呼び出すものも含まれる。アイテムは全キャラクター共通で購入でき、一回使用すると消滅する。体力を回復したり、マップに設置して効果を発揮したりするものなど、同じく様々なものが存在する。どちらも、一回使用すると一定時間を経るまで再使用できない（クールダウン）。

攻撃アクション
マスターごとに異なる独自で多彩な攻撃が出せる。何より、自ら攻撃動作を行えることが最も大きな利点である。詳細は#操作方法を参照。
スキル・アイテムの使用
パーソナルスロットに格納されているスキルやアイテムを使用できる。
サーヴァントの輸送
マスターはパーソナルスロットの許す限り、サーヴァントを回収しパーソナルスロットに格納、格納したサーヴァントは再び呼び出す（再召喚）ことができる。スキル・アイテム仕様と同様に、再召喚にもクールタイムが存在し、矢継ぎ早に再召喚することはできず一定間隔を置く必要がある。

#### 操作方法
基本操作は、以下の通り。
X(通常攻撃)、Y(主に必殺技)、A(ジャンプ、エアリルダッシュ、受身)、B(アイテム・スキル使用、サーヴァント回収と再召喚)。
サーヴァント簡易指示（十字キー）、L/Rボタン（スロット内のアイテム・スキル選択）、Lトリガー（視点固定・視点固定ロックオン）、Rトリガー（ロックオン）、右スティック（ロック対象切り替え）。
特殊操作については下記。
オートガード
レバーをニュートラルにした状態で攻撃を受けると、自動でガードする。ただし、下記のガードブレイクに注意が必要。
ガードブレイク
バトル中にガードで攻撃を受けすぎると起こる現象。無防備になってしまうため、コンボや必殺技、サーヴァントからの連撃を受けてしまう。
ガトリングコンビネーション
X（弱）、Y（強）の組み合わせによりコンボが変化。A（ジャンプ）を組み合わせる事で更に変化する。
スマッシュ
X+レバー入力で行える派生攻撃。ヒットした相手を吹き飛ばす。
サイクロンブラスト
攻撃喰らい中に右スティックを押すことで相手をふき飛ばす衝撃波を発生させる。喰らい中にしか出せないこととテンションゲージを40%消費すること以外は「サイクバースト」と同じ。
ロックオン
付近の敵をロックオンすることで常に補足しながら攻撃可能。付近にマスターがいない場合は平行移動が可能。右スティックで対象を切り替える。
ロックオン中は攻撃や必殺技、移動動作が変化する。
必殺技
Y+レバー入力、ロック時にYを押す事で、技に対応したテンションゲージをある程度消費して発動。ロックの有無や単一方向のレバー入力だけで技が変化するため、複雑なコマンド入力は存在しない。
覚醒必殺技
X+A を押すことで発動。テンションゲージ100%で実行可能。こちらも必殺技と同様に複雑なコマンド入力は存在しない。
ブラストドライブ
左スティックを押すことで、前方向に自動で高速前進する。広い戦場をかけ抜けたり、ストックしたサーヴァントで敵に強襲をかけたりと素早さを活かした応用が利く。
実行中に、上および下入力操作で速度の加減速、左右入力+Aでドリフト、下+Aでブレーキ後にブラストドライブを解除する。
常に前進するため旋回動作が難しくなり、減速入力や急カーブではドリフトを必要とする。この状態で障害物にぶつかると一時的に身動きが取れなくなるため隙ができてしまう。
発動毎にテンションゲージを10%消費する。付近に相手のキャプチャーが進軍中は、接触破壊により高速移動を維持したままゲージの回収が行える。
モダンキャンセル
攻撃がヒットするか、ガードされたときに左スティックを押すことで、攻撃を中断する。テンションゲージを20%消費。「ロマンキャンセル」と同じ。

### ゲームルール
シングルマッチ
1on1での対戦。
チームマッチ
2on2での対戦。マスターゴーストは全員1つずつ持ち、チーム片方のマスターゴーストが破壊された時点でチームの負け。
ポイントマッチ
第3回タイトルアップデートで追加。4人でのバトルロイヤル戦で、マスターゴーストの破壊ではなく、「ゴーストを奪う」「サーヴァントやマスターを倒す」などの行動で得たポイントによって勝敗を決する。

#### マップ
イリュリア連王国
カイが統治している国。首都はイリュリア。世界で最も栄えている。オンライン追加でアレンジ版の「2」がある。
ガニメデ
Dr.パラダイムを始めとする自立型ギアが住んでいる島。
トリオラ
「魔女の里」と呼ばれる場所。空中に浮く浮遊島が桟橋で繋がっている。
ベルカントヴァレイ
地下鉱山のような場所。オンライン追加でアレンジ版の「2」がある。
黄泉平坂（よもつひらさか）
「バックヤード」の1つ。日本の神社のような場所。オンライン追加でアレンジ版の「2」がある。
ホーリーナイツ・フォートレス
草原の古戦場。

### ゲームモード
オンラインモード
Xbox Liveを使用したインターネット対戦が行えるモード。以上で挙げたゲームシステムはこのモードで適用されるものである。
キャンペーンモード
ステージをクリアすることで『GG2』のストーリーを進めていくモード。オンライン対戦のようなステージは用意されず、操作方法などを覚えるチュートリアルとしての色合いが強い。
フリーミッションモード
キャンペーンモードよりも癖の強いステージが用意されている。
エキシビションモード
オフライン対戦。プレイヤーは2人まで（CPU含めて最大4人）で、CPUとの対戦も可能。
トレーニングモード
第3回タイトルアップデートで追加。条件を自由に設定して、ステージ上での練習ができる。
リプレイビュアー
第3回タイトルアップデートで追加。対戦モードで記録した映像を閲覧することができる。視点は各マスターや第三者視点から選ぶことができ、リプレイデータは受け渡しなども行える。

## ストーリー
100年にも渡る「聖戦」を引き起こした最強最悪のギア「ジャスティス」が復活。しかし一人のギアによってジャスティスは破壊され、人類とギアとの戦いは終息した。人々は復興の時を迎えるも、真の歴史は動き始めていた。
『GG』から6年後。突如、ギアが消えると言う事件が発生する。物語は、カイがソルを呼び寄せる事から始まる。
イリュリア連王国を治めるカイの元に、ヴァレンタイン率いるサーヴァント勢が襲撃。彼はヴァレンタインにより封印されてしまう。同じくソルの前にも軍勢が現れ、真相を掴むべくイリュリア連王国を目指す。封印されたカイを救う為に、ソルは奔走する。

## 登場キャラクター
キャラクターの詳細は、それぞれの人物記事や登場キャラクター一覧を参照。ストーリーはソルを中心に展開される為、これまでの作品に登場した人物はソルとカイ以外は登場しない。

### マスター
対戦型格闘ゲームだったこれまでのシリーズと比べると使用可能キャラクターの数は5人（コンバーチブルを含めると最終的には7人）と少ないが、開発側は「本作はRTSであるため、1キャラクターがRTSにおける1軍勢とすれば、『ウォークラフト』などの他の対戦型RTSに比べて多めである」との見解を示している。
各マスターはそれぞれ6 - 8種類ほどのサーヴァントを従えている。特定のマスターの従えるサーヴァントを総称して「トライヴ」と呼称する場合もある。サーヴァントは石渡をはじめとするアークシステムワークス社員がボイスを担当しているキャラクターが多い。
ソル・バッドガイ / フレデリック
声 - 中田譲治
本編主人公。服装デザインは「旅人」をモチーフにしたデザインに一新された。
元は科学者であったが、今は賞金稼ぎとして生活している。正体はギア（「あの男」によって作られた生体兵器）。ある事情からカイの息子・シンを引き取っている。シンの教育でサバイバルに偏った点については「裏目に出た」と発言している。
ヴァレンタインと同じ「ざらつき」（脳裏にノイズが走るような現象）に襲われていた。終盤で収まるものの、本編の後日談を描いた『パチスロ ギルティギア ヴァステッジ』では再び襲われており、原因は一切不明。
マスターは使いやすい技が揃っており、本作でも最強クラスの高い戦闘力を持ち、スキルで更に強化可能とあって1対1の戦いでは圧倒的な強さを持つ。一方で、重要な三すくみの1つを担う機動タイプが下級サーヴァントにいない、射撃タイプが1体のみかつ支援指向であるため法力タイプとの相性が悪いなど、召喚できるサーヴァントの種類に若干の癖がある（他のトライブよりも性能が低い訳ではない）ため、サーヴァントの進む道を開くためにマスターの立ち回りを気をかけながら戦う必要がある。アイコンとサーヴァントのデフォルトカラーは赤。石渡はラジオで「初心者でも扱える」とコメントしている。
シン
声 - 宮崎一成
本編の準主人公で、物語の謎を握るキーパーソンでもある。ソルを「オヤジ」と呼び慕い行動を共にしている賞金稼ぎの青年。口が悪く礼儀知らずだが、天真爛漫で明るく人好きのする性格。基本的に楽観的で、デリカシーにかけ自信過剰気味な一面を持ち、子供扱いされる事を嫌っている。雷の色は黒であり、本人は「母さんの血（による力）」と言うも、ソルからは「父親（カイ）譲り」と言われる。
実はギアの母親からジャスティスのギア細胞を受け継いでいるため、後に鍵としてヴァレンタインに狙われることになる。家庭より仕事を優先し一緒に居られなかった父親・カイの事を嫌っていたが、紆余曲折を経て和解する（その辺り、ソルはフォローしている）。
デザインのモチーフは海賊。武器は棍（見た目はどう見ても旗）。開発上の理由だと、ただの棍だとシルエットが細すぎるという理由。物語上では、シンがソルに自分の持つ武器について相談したところ、ソルがシンの様々な希望を憂慮した結果「旗でも振ってろ」ということになった為。
マスターとしてはオーソドックスタイプ。マスターの性能は、攻撃力は高い部類だが攻撃距離を選ぶという癖を持ち、リーチは長いがモーションは大振り。体力の最大値は480（彼とヴァレンタイン、パラダイム以外は500）。
多くの兵種のサーヴァントを万遍なく取り揃えているオールラウンダー。スキルの性質もあってサーヴァントを引き連れての集団戦を重視したキャラクターデザインと言える。アイコンとサーヴァントのデフォルトカラーは青。
イズナ
声 - 古澤徹
バックヤード（現実世界における「法力」の根幹的な法則を決定付ける仮想空間）の住人で、狐のような耳を持つ素浪人風の妖怪の男。一人称は「おい」。ハイブリッド方言を使用する事から、語尾が「っちゃ」「ばい」「だす」など、様々な地方の方言の語尾が目立つ。喧嘩や争い事が苦手だが友人を助けるため立ち上がることもある、義理堅い性格。また鋭い観察眼を持ちながらも、常に飄々として掴みどころがない男だが、サーヴァントを友人と呼び大切にする優しい性格を持つ。「適当」がモットーで一人より皆と喜びの共有を大事とするが、決して楽天家ではない。武器は日本刀。
マスター性能もサーヴァントもバランスの取れたタイプだが、突出した性能を持つものが少なくそれゆえに決定打に欠け、それを補う形でマスター自身がテクニカルな特殊能力や技を持っている。またマスターやサーヴァントにも、相手を拘束するような技を持つ者が多い。サーヴァントとの連携を重視してか、彼だけ2回連続ステップが可能。
サーヴァントの兵種は下級、上級それぞれにすくみの関係が完成しており、相手の出方を見て（場合によっては先読みで）サーヴァントを的確に派遣する事が他のマスターよりも重要といえる。アイコンとサーヴァントのデフォルトカラーは白。
Dr.パラダイム
声 - 幹本雄之
ガニメデに住んでいる自律型ギア。本人は「ドラゴン」と称しているが、ソルからは「鳥」と称されている。ギア消失の真相を掴む為、ソルと共闘する事になる。液体の球体の中にいるのは、水が無いと満足に生きられない為。気位が高く他人との馴れ合いは苦手だがイズナとは馬が合っており、彼から「天才法術家」と称されている。バックヤードの造詣が深く、覗き見たバックヤードの中にある「キューブ」を発見した。かつてのディズィーと同じく迫害の対象にされ、悶着を避けるためガニメデに住んでいたが、カイの言葉を聞き、共に歴史を作る事になった。
大変まじめで勤勉な性格で、教授のような口調で話す。非常に理性的だが同時に頑固で融通が利かない。人間に対して評価が低く敵対心は持っていないが関わり合いを避け、正直絶滅しても困らないと考えていたが、カイと接するうちに考えを改めるようになった。
当初は不躾な態度のソルを不快に感じていたが、彼が科学者・フレデリック本人だと知ると「その生い立ちのファン」と発言し彼とのバトル後、協力するようになる。ソルから「鳥」と言われる度に「ドラゴンだ」と言い直す掛け合いが度々あるが、最終的に「インコに格上げしてやる」の言葉には心が折れ、諦めるようになる。
マスター性能は全キャラクター中最弱。コンボも無く即座に出る攻撃が少ないため、1対1の状況ではサーヴァント相手でも梃子摺る場面もある。ただし、隙の大きい広範囲攻撃やそれを更に効果的にする必殺技を持つため、範囲攻撃力は高い。体力は450と全マスター中で最低値。その反面サーヴァントは強力で、マスターもそれを補助・援護する形の能力を持っている。特に全体的にサーヴァント召喚コストが割安である点。序盤から物量作戦に出たり、マナに余裕を持ったアイテムを利用した戦いができる点で、他のマスターには無い魅力を持っている。アイコンとサーヴァントのデフォルトカラーは緑。
ヴァレンタイン
声 - 沢口千恵
「鍵」と呼んでいる何かを探す少女。機械的に物事に対応し、感情を表に出す事はなく言動にも抑揚が無い、人形のような怖さを持っている。死神を思わせるゴスロリ風衣装をまとっている。「ルシフェロ」というバックヤードの住人を連れている。
今後も重要な位置を占めてくる敵キャラクターで、イリュリアを襲撃しカイを封印した張本人。莫大な法力を持ち、結界・洗脳・空間移動ができる。「あの男」曰く「慈悲無き啓示」の落とし子で、「鍵」を探すのは「お母さん（慈悲無き啓示）のお使い」と発言していたが、詳しいことは不明。またストーリー中ソルに会う前から、度々「頭のざらつき」に苦しめられており結局やむことはなかった。意図的にバックヤードで生まれたため、最初は意識・感情がない言動をしていたが、最終的に自分の邪魔をするソルたちに怒りを爆発させ、自身の姿をギアの様なロボットに変え襲い掛かってくる。最期は自らを倒したソルに「もういいよ、フレデリック」と語りかけ消滅した。
下級サーヴァントに機動タイプも装甲タイプもいないなど、召喚できるサーヴァントにクセが強い（射撃、法力兵が代わりにあるのですくみの関係は完成している）が、コストは低く強力。特に全トライブ屈指の性能を持つ上級サーヴァント陣が高レベルになってからが彼女の真骨頂と言える。
マスター自身は高い単発攻撃力技と遠距離攻撃が得意だが、通常技のリーチは短く攻撃速度は全体的に遅いため、1対1は不得手。彼女だけ2段ジャンプが可能。体力の最大値は460。アイコンとサーヴァントのデフォルトカラーは紫と黒。
ルシフェロ
ヴァレンタインのパートナーにあたる存在で、風船の形をした怪物。攻撃だけでなく移動手段としても利用されている。性格はお茶目で女好きの一面があり、度々ヴァレンタインを口説いているが、無感情にあしらわれたり予想外の返事を受けては、驚きを露わにするなど彼女に振り回されている。ヴァレンタインが変身した後は姿を消し、以降の消息は不明。

#### 隠しマスター
カイ・キスク
声 - 草尾毅
イリュリア連王国の「連王」と呼ばれる役職についた元聖騎士団団長。国王として、それ相応のデザインに一新された。また本作では封雷剣はとある事情で手放しており、儀礼用の大剣を使って戦う。ヴァレンタインの襲撃により封印されてしまうも、パラダイムにより救助される。ソルは「（封印コードに）見覚えがある」と言うが、現時点では解明されていない。
封雷剣を手放したのは妻である「木陰の君」の、原因不明の消失を防ぐために、封雷剣を犠牲にして時間を停める封印を行ったからである。ヴァレンタインの襲撃は木陰の君を狙ったものであり、彼女を守るために防戦することになる。家庭を顧みなかったことから息子のシンに嫌われていたが、紆余曲折を経て和解した。
キャンペーンモード中盤に参戦。キャンペーンモードクリア後にプレイヤーキャラクターとして使用可能になる（難易度は不問）。マスターゴースト・サーヴァント・キャプチャーはシンと同じだが、スキル扱いのミニオンが存在しない。
マスターの性能は扱いやすいコンボとリーチのある技が豊富なので、多様な戦局に柔軟に対応できる。ソル同様、従来のシリーズに存在していた技は健在。スキルはサーヴァントを強化するスキルが多く、シンよりも裏方的な動きも必要で、軍師らしさを強調したキャラクターデザインがなされている。アイコンとサーヴァントのデフォルトカラーは青。
レイヴン
声 - 安元洋貴
あの男の側近。その正体は不明。跡形もなくなるほどに解体されても蘇るという不可解な能力を持つ。本人自身が死ねない事を憂いてのことなのか"不死の病"の異名を持ち、好きなモノは苦痛を与えてくれる者。通常時などは紳士的な態度だが、ゲーム中にはダメージを受けると快楽を感じたり、苦痛や絶望を望むような台詞が多々見られたりなど、全体的にマゾヒストな面が強調されている。
黒ずくめで仮面を被っているなど、今までのデザインから大幅に変更されている。手に装着した長い針と、空中から打ち出す巨大な針を武器に戦う。左目にコインがあるのは、キリスト教の風習を参考にしている為。本編ではカイを救出しようとするソルの前に現れ、挑発するかのように襲い掛かってくる。また、ヴァレンタインの正体をある程度知っている模様。
キャンペーンでは中ボスとして登場する。ダウンロードコンテンツにて400MSポイントで購入すればマスターとして使用可能になる。マスターゴースト・サーヴァント・キャプチャーはヴァレンタインと同じだが、専用のミニオンが存在する。
強力な遠距離攻撃を所持しており、専用のスキルと組み合わせれば敵を完封することが可能。ある程度の接近戦も可能なため、ソルとカイに次ぐ万能型といえる。

### その他
あの男
声 - 杉田智和
「ギアメーカー」とも呼ばれる、ギアを生み出した男。全身をローブで覆っており容姿を確認することはできないが、現在は子供の姿をしていることが作内で語られている。本作では中ボスとして登場する。2体の巨大なビットを操り、無数の弾幕を張りながら攻撃してくる。
木陰の君
ヴァレンタインが「鍵」として狙っている翼の生えた人型ギア。イリュリアの封印の間にて封印状態にされている。
ゲーム本編には明かされないが正体はディズィーで、カイの妻およびシンの母親。過去に賞金を懸けられていたようだが、現在は解除されている。また、GEAR細胞がジャスティスのそれと酷似しており、そのためにヴァレンタインに「鍵」として狙われる事となった。Dr.パラダイムはジャスティスの複製（バックアップ）と視察されている。設定資料集において、ジャスティスの娘であるハーフギアと記されている。
アリア
ストーリーモードで名前が出てくる謎の女性。ヴァレンタインと風貌が酷似しているらしい。正体は研究者時代のソルの元恋人で、ソルとあの男との研究仲間であり、彼らと一緒にお茶をするほど良好な関係を築いていた。

## Xbox Live

### ダウンロードコンテンツ
テーマ1
シンをフィーチャーしたテーマパック。Xbox 360の本体に内蔵。
テーマ2

アイコン1

アイコン2

アイコン3

アイコン4

体験版
2007年10月30日に配信された。チュートリアル1.2とVS.CPUモードを収録。プレイヤーはソルのみ、CPUキャラクターはシンのみ。チュートリアルステージは体験版専用の物である。

### 修正パッチ
発売してまもなくバグや不具合が発見され、2007年12月に修正用パッチの配布を予定していたが延期となり、2008年1月9日に配布された。
対戦ツールを謳っていることもあり、ゲームバランスの調整は常に行われており、ゲームシステムやキャラクター性能、ステージ設定を調整したパッチが高頻度で配布されている。

## 関連商品
ギルティギア2 オーヴァチュア オリジナルサウンドトラック Vol.1
2007年12月5日発売。ゲーム中に使用されたBGMを収録。なお全てシンフォニックサウンドである。初回特典にロゴステッカーが同梱されている。2枚組。
ギルティギア2 オーヴァチュア オリジナルサウンドトラック Vol.2
2008年1月1日発売。ロックサウンドのBGMを収録。ジャケットは開発リーダーの石渡による描き下ろしイラスト。
ギルティギア2 オーヴァチュア コンプリートガイド
2008年2月1日発売。ゲーマガBOOKS（ソフトバンククリエイティブ）からリリース。ゲームの攻略記事のほか、設定資料集やインタビューを掲載。表紙は石渡の描き下ろしイラスト。ISBN 978-4-7973-4568-1
ギルティギア2 オーヴァチュア 設定資料集
2008年10月発売。ソフトバンククリエイティブからのリリース。ISBN 978-4-7973-4890-3